# Klas Lestander
Klas Ivar Vilhelm Lestander (ur. 18 kwietnia 1931 w Arjeplog, zm. 13 stycznia 2023 tamże) – szwedzki biathlonista, mistrz olimpijski i brązowy medalista mistrzostw świata.

## Kariera
Jako junior trenował biegi narciarskie, w młodości też nauczył się strzelać podczas polowań. Nie wystartował na mistrzostwach świata w Saalfelden w 1958 roku, ani rozgrywanych rok później mistrzostwach świata w Courmayeur. Wziął za to udział w igrzyskach olimpijskich w Squaw Valley, podczas których biathlon zadebiutował w programie olimpijskim. W zawodach tych wywalczył złoty medal, wyprzedzając Anttiego Tyrväinena z Finlandii i Aleksandra Priwałowa z ZSRR. Został tym samym pierwszym w historii mistrzem olimpijskim w biathlonie. Lestander uzyskał 15. czas biegu, jednak na strzelnicy nie spudłował ani razu, uzyskując dzięki temu najlepszy wynik. Wystartował także na mistrzostwach świata w Umeå w 1961 roku. W drużynie, wspólnie z Tage Lundinem i Stigiem Anderssonem zdobył brązowy medal, w biegu indywidualnym zajął natomiast dziewiątą pozycję. W 1961 roku zakończył karierę sportową.
Z zawodu był cieślą. Całe życie mieszkał w Arjeplog, gdzie jego nazwisko nosi plac.

## Osiągnięcia

### Igrzyska olimpijskie
| Rok  | Miejscowość  | Konkurencje | Konkurencje | Konkurencje | Konkurencje | Konkurencje | Konkurencje | Konkurencje |
| Rok  | Miejscowość  | IN          | SP          | PU          | MS          | RL          | MR          | SR          |
| ---- | ------------ | ----------- | ----------- | ----------- | ----------- | ----------- | ----------- | ----------- |
| 1960 | Squaw Valley | 1.          | nd.         | nd.         | nd.         | nd.         | nd.         | –           |

### Mistrzostwa świata
| Rok  | Miejscowość | Konkurencje | Konkurencje | Konkurencje | Konkurencje | Konkurencje | Konkurencje | Konkurencje |
| Rok  | Miejscowość | IN          | SP          | PU          | MS          | RL          | MR          | SR          |
| ---- | ----------- | ----------- | ----------- | ----------- | ----------- | ----------- | ----------- | ----------- |
| 1961 | Umeå        | 9.          | nd.         | nd.         | nd.         | 3.          | nd.         | –           |